# Kurt Hirsch
Kurt Hirsch   (Berlín, 12 de gener de 1906 - Londres, 4 de novembre de 1986) va ser un matemàtic alemany, emigrat i nacionalitzat a la Gran Bretanya.
Hirsch va estudiar matemàtiques a la universitat de Berlín, de la que el seu avi, el metge i historiador August Hirsch, havia sigut rector. El 1930, va obtenir el doctorat. Des de 1928 va ser redactor científic del diari Vossische Zeitung fins que el 1934 el diari va ser clausurat pels nazis per les seves idees progressistes. El 1930 va escriure un raport de la conferència de Königsberg sobre filosofia de les matemàtiques que segurament es va publicar al diari. Després del tancament del diari i donada la seva ascendència jueva, així com la de la seva esposa, va emigrar al Regne Unit, on va obtenir un segon doctorat el 1937 a la universitat de Cambridge.
El 1938 va ser nomenat professor de la universitat de Leicester, en la qual va romandre fins al 1948, excepte els mesos en els que va ser internat al camp de concentració de Douglas (illa de Man) com súbdit d'una potència enemiga en començar la Segona Guerra Mundial. El 1948 va passar a ser professor del King’s College de Newcastle (actual universitat de Newcastle) i el 1951 a la universitat Queen Mary de Londres en la qual es va jubilar el 1973.
Els seus treballs més notables van ser en teoria de grups, havent estat un dels primers matemàtic en caracteritzar els grups policíclics. També va ser un notable jugador d'escacs que va guanyar alguns tornejos locals.